# Alexander Schleicher Ka-4 Rhönlerche II
Dimensions
Le Schleicher Ka-4 Rhönlerche III (alouette de la Rhön), parfois appelé KA-4 ou même K 4, est un planeur ouest-allemand biplace à aile haute haubanée, conçu par Rudolf Kaiser et produit par Alexander Schleicher GmbH & Co,,.

## Conception et développement
Le Rhönlerche II fait son premier vol le 7 décembre 1953. Il est conçu comme biplace école simple peu couteux et robuste pour une la formation en club. Plusieurs centaines d'exemplaires sont construits,.

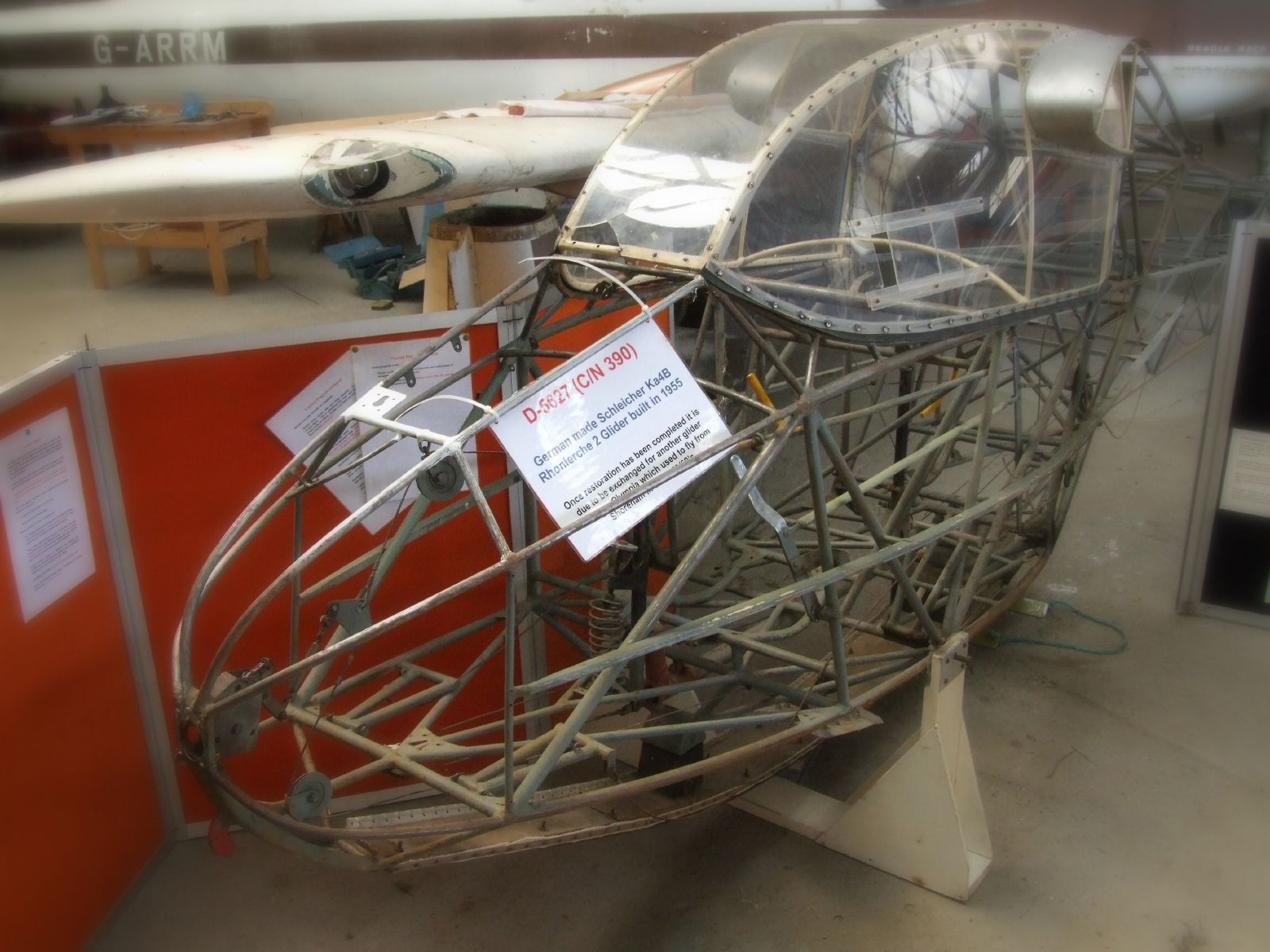
Fuselage du Rhönlerche montrant la structure tubulaire interne en acier soudée

En plus de son emploi comme planeur école il est capable de figures acrobatiques.
Le Rhönlerche II utilise un fuselage en tube d'acier soudé et des ailes et empennages en bois, le tout entoilé. L'aile de 13 mètres d'envergure est soutenue par des haubans rigides et utilise un profil Goettingen 533. Le planeur se pose sur une roue fixe complétée par un patin avant,,.
Le planeur reçoit son certificat de type américain le 28 septembre 1960.

## Historique opérationnel
Le Ka-4 est très utilisé par les clubs et les écoles d'Allemagne de l'Ouest ainsi que par les clubs de vol à voile militaires canadiens stationnés en Allemagne de l'Ouest, notamment le club de vol à voile de Lahr des Forces aériennes canadiennes,.
En juillet 2011, il y avait encore cinq Ka-4 sur le registre des aéronefs de la Federal Aviation Administration des États-Unis.

## Avions exposés
- Aviodrome, musée néérlandais[9]
- Musée des techniques de Spire

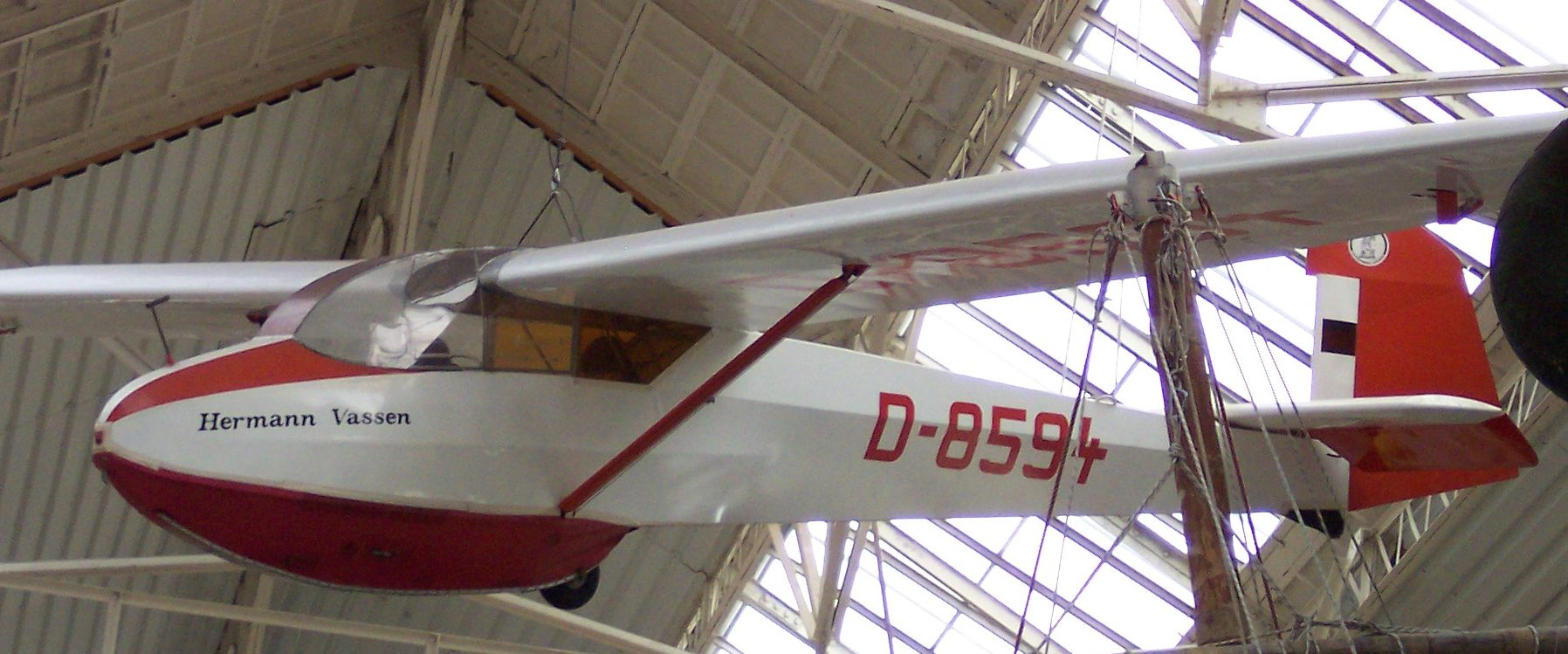
Rhönlerche exposé au Technikmuseum Speyer

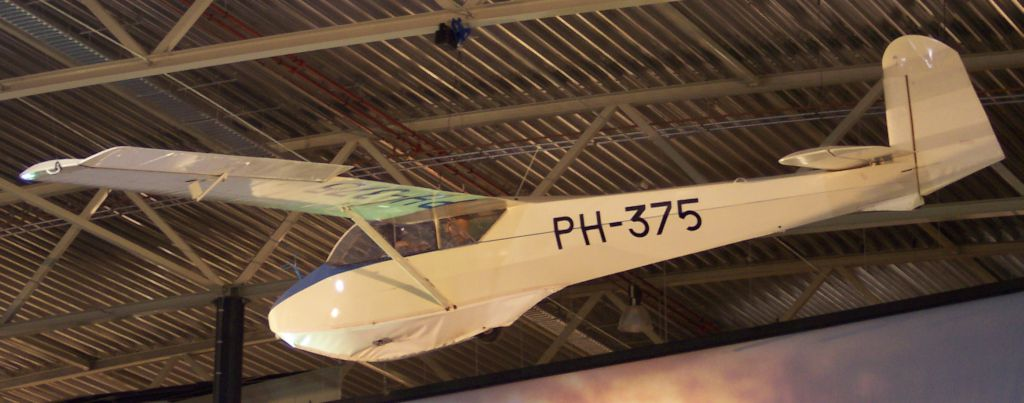
Rhönlerche

- National Museum of Flight musée écossais
- Flugausstellung Peter Junior musée privé en Allemagne
- Musée du vol à voile du sud-ouest des États-Unis[10]
- Musée autrichien de l'aviation